# Rhaphidistia mirabilis
Rhaphidistia mirabilis är en svampdjursart som först beskrevs av Arthur Dendy 1924.  Rhaphidistia mirabilis ingår i släktet Rhaphidistia och familjen Trachycladidae. Inga underarter finns listade i Catalogue of Life.